# Otto Addo
Otto Addo (ur. 9 czerwca 1975 w Hamburgu) – ghański piłkarz występujący na pozycji pomocnika, a także trener. Od 2022 roku jest selekcjonerem Reprezentacji Ghany w piłce nożnej.

## Kariera klubowa
Addo rozpoczynał swoją karierę piłkarską na początku lat 90. w Hamburgu, jednak tam nie poznano się na jego talencie m.in. w HSV. W 1996 przeniósł się do trzecioligowego wówczas Hannover 96, gdzie występował z późniejszymi gwiazdami, takimi jak Fabian Ernst i Gerald Asamoah. W trakcie jednego sezonu młodzi piłkarze Hannoveru, w tym również Addo, zdołali zdobyć w lidze ponad 100 bramek, jednak ulegli Energie Cottbus w walce o 2. Bundesligę. Awans wywalczył Addo z klubem dopiero w 1998. W pierwszym sezonie zdobył 7 bramek w 30 meczach w lidze i został uznany za jedną z jej gwiazd. W 1999 przeniósł się do Borussii Dortmund, gdzie regularnie występował w Bundeslidze osiągając mistrzostwo kraju i finał Pucharu UEFA w 2002 roku. Wkrótce jednak stracił miejsce w składzie z powodu kontuzji. W 2005 przeniósł się do innego klubu 1. Bundesligi FSV Mainz 05, skąd w 2007 trafił do Hamburger SV. W barwach tej drużyny początkowo grał jednak z drugim zespołem, dla którego rozegrał 11 spotkań.

## Kariera reprezentacyjna
Addo zdecydował się na grę w reprezentacji Ghany z racji pochodzenia, chociaż wychował się w Niemczech (podobnie jak Gerald Asamoah, który wybrał grę w reprezentacji Niemiec). W reprezentacji Ghany zadebiutował 28 lutego 1999 w meczu z Erytreą. W 2006 został powołany na Mistrzostwa Świata w Niemczech, na których zadebiutował w meczu z Czechami (2:0). W sumie rozegrał w reprezentacji Ghany 15 meczów i zdobył 2 bramki.

## Kariera trenerska
W styczniu 2009 roku Addo rozpoczął karierę trenerską, jako asystent trenera, w drużynie Hamburger SV U-19.